# Tunel Zion-Mount Carmel

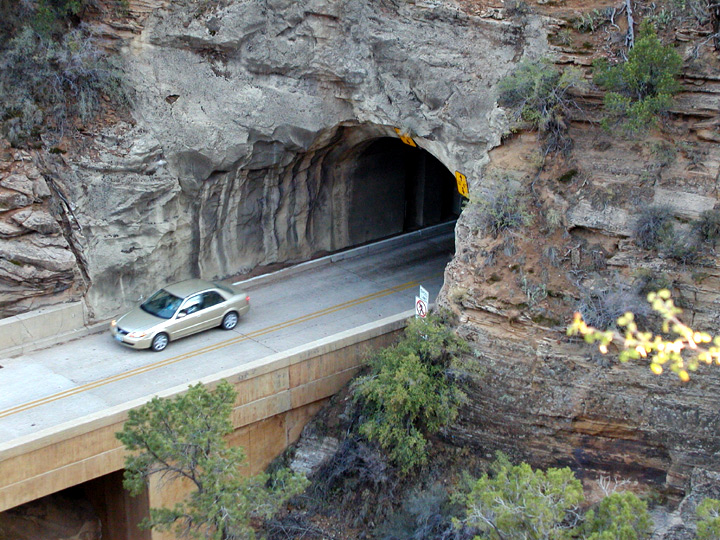
Wjazd do tunelu

Tunel Zion-Mount Carmel – tunel w Parku Narodowym Zion w amerykańskim stanie Utah, na drodze stanowej nr 9. Jego długość wynosi 1,77 km.
Budowa tunelu rozpoczęła się pod koniec lat 20., a zakończyła w 1930 roku. W chwili oficjalnego otwarcia, w Dzień Niepodległości 4 lipca 1930 roku, był najdłuższym tunelem drogowym w Stanach Zjednoczonych. Został wybudowany, aby zapewnić wygodne połączenie komunikacyjne pomiędzy Parkiem Narodowym Zion, a Parkiem Narodowym Bryce Canyon oraz północną częścią Parku Narodowego Wielkiego Kanionu.